# 夢のおかわり
『夢のおかわり』（ゆめのおかわり）は、日本のロックバンド・フラワーカンパニーズが2015年9月16日に発表したミニ・アルバム。

## 概要
- バンドがミニ・アルバムをリリースするのは『恋をしましょう』以来、約19年振りである。通常盤CDとDVD付スリーブ・ジャケット仕様の初回生産限定盤の2形態で発売。
- 同日にリリースされたバンドのヒストリー本「消えぞこない」と同タイトルの楽曲やRCサクセションのカバーでキリンビールの「のどごしALLRIGHT」CMソングに使用された「すべてはALRIGHT (YA BABY)」が収録されている。
- 本作のリリースに伴い、『夢のおかわり～もうすぐ武道館！』と題されたインストア・ライヴが全国8ヶ所のCDショップで開催された。

## 収録曲

### ディスク1 (CD)
| 全編曲: フラワーカンパニーズ。 |                                                       |                      |                            |       |
| #                              | タイトル                                              | 作詞                 | 作曲                       | 時間  |
| 1.                             | 「消えぞこない」                                      | 鈴木圭介             | 鈴木圭介                   | 4:03  |
| 2.                             | 「東京ルー・リード」                                  | 鈴木圭介             | グレートマエカワ           | 4:02  |
| 3.                             | 「唇」                                                | 鈴木圭介             | 鈴木圭介                   | 5:21  |
| 4.                             | 「すべてはALRIGHT (YA BABY)」(RCサクセションのカバー) | 忌野清志郎、春日博文 | 忌野清志郎、春日博文       | 3:19  |
| 5.                             | 「三十三年寝太郎BOP」                                 | 鈴木圭介             | 鈴木圭介                   | 1:27  |
| 6.                             | 「Good Morning This New World」                       | 鈴木圭介             | グレートマエカワ、鈴木圭介 | 3:44  |
| 7.                             | 「無敵の人」                                          | 鈴木圭介             | 鈴木圭介                   | 3:44  |
| 合計時間:                      | 合計時間:                                             | 合計時間:            | 合計時間:                  | 25:43 |

### ディスク2 (DVD)
初回生産限定盤のみ
- 「夢のおかわり」ブックレット撮影メイキング -東京思い出探訪- 〜フラカンの日本武道館への道〜

## 演奏
- 鈴木圭介 - ヴォーカル、ハープ、ソプラノ・リコーダー
- グレートマエカワ - ベース、ソプラノ・リコーダー、コーラス
- 竹安堅一 - アコースティック&エレクトリックギター、マンドリン、ソプラノ・リコーダー、コーラス
- ミスター小西 - ドラムス、ソプラノ・リコーダー、コーラス